# Мама Рома
«Мама Рома» (італ. Mamma Roma) — фільм 1962 року італійського сценариста і режисера П'єра Паоло Пазоліні з Анною Маньяні у головній ролі.
Це другий фільм сценариста-режисера після «Аккатоне», й, аналогічно до першого, розгортається на фоні римських передмість. Прем'єра відбулася 31 серпня 1962 року на XXIII Венеційському міжнародному кінофестивалі.

## Сюжет
Мама Рома — римська повія, яка вирішила розпочати нове життя без старої професії. У неї є син Етторе, який виріс у провінції і навіть не здогадується про професію матері. Коли синові виповнилося 16 і з'явилася така можливість мати вирішила забрати його до себе у Рим. Мама Рома продає овочі на місцевому ринку, в чому їй допомагає син. Однак всі старання жінки виявляються марними, коли Етторе дізнається, що його мати була повією. Через крадіжку він потрапляє у в'язницю, що означає, що надії його матері на краще життя для сина зазнали краху …

## У ролях
- Анна Маньяні — Мама Рома
- Етторе Ґарофало — Етторе
- Франко Чітті — Карміне
- Сільвана Корсіні — Бруна
- Луїза Лойано — Бьянкофьоре
- Паоло Вольпоні — священик
- Лучано Ґоніні — Закарія
- Пьєро Морджа — Пьєро